# (10048) Grönbech
(10048) Grönbech – planetoida z grupy pasa głównego planetoid okrążająca Słońce w ciągu 5 lat i 157 dni w średniej odległości 3,09 j.a. Została odkryta 3 października 1986 roku w Obserwatorium Brorfelde przez Poula Jensena. Nazwa planetoidy pochodzi od Benta Grönbecha (1947–1977), duńskiego astronoma. Przed nadaniem nazwy planetoida nosiła oznaczenie tymczasowe (10048) 1986 TQ.